# Filmjahr 1909
Liste der Filmjahre

◄◄ | ◄ | 1905 | 1906 | 1907 | 1908 | Filmjahr 1909 | 1910 | 1911 | 1912 | 1913 | ► | ►►

Weitere Ereignisse

## Ereignisse

### Produktionen und Uraufführungen
- David Wark Griffith dreht die Stummfilmkomödie Those Awful Hats mit Mack Sennett. Sie wird am 25. Januar veröffentlicht.
- 8. Februar: Der biographische Stummfilm Edgar Allen Poe von David Wark Griffith hat anlässlich des 100. Geburtstags von Edgar Allan Poe seine Uraufführung.
- 9. Februar: Der Dokumentarfilm Besuch des englischen Königspaares am 9. Februar 1909 wird gedreht. Nach erfolgreicher Zensur wird er bereits am gleichen Abend in den Berliner Kinos gezeigt.
- Ben Turpin dreht den Film Mr. Flip, der als erste Komödie der Filmgeschichte gilt, in der der Tortenwurf-Gag gezeigt wird. Die Uraufführung erfolgt am 12. Mai.
- 8. September: Die erste exakt datierbare Dokumentarfilmaufnahme Österreichs entsteht. Zwischen 8. und 11. September filmte die Photobrom G.m.b.H. in Groß Meseritsch „Die Kaisermanöver in Mähren“, auf welcher der österreichische Kaiser Franz-Joseph und sein deutscher Kollege Kaiser Wilhelm II. agierten. Dies bleibt jedoch auch die einzige Produktion dieser Firma

### Unternehmensgründungen
- Der Betreiber der Kinokette Union-Theater Paul Davidson gründet die Filmgesellschaft Projektions-AG Union (PAGU).

## Geboren

### Januar bis März
- 01. Januar: Dana Andrews, US-amerikanischer Schauspieler († 1992)
- 08. Januar: Alfred Bohl, deutscher Schauspieler und Synchronsprecher († 1989)

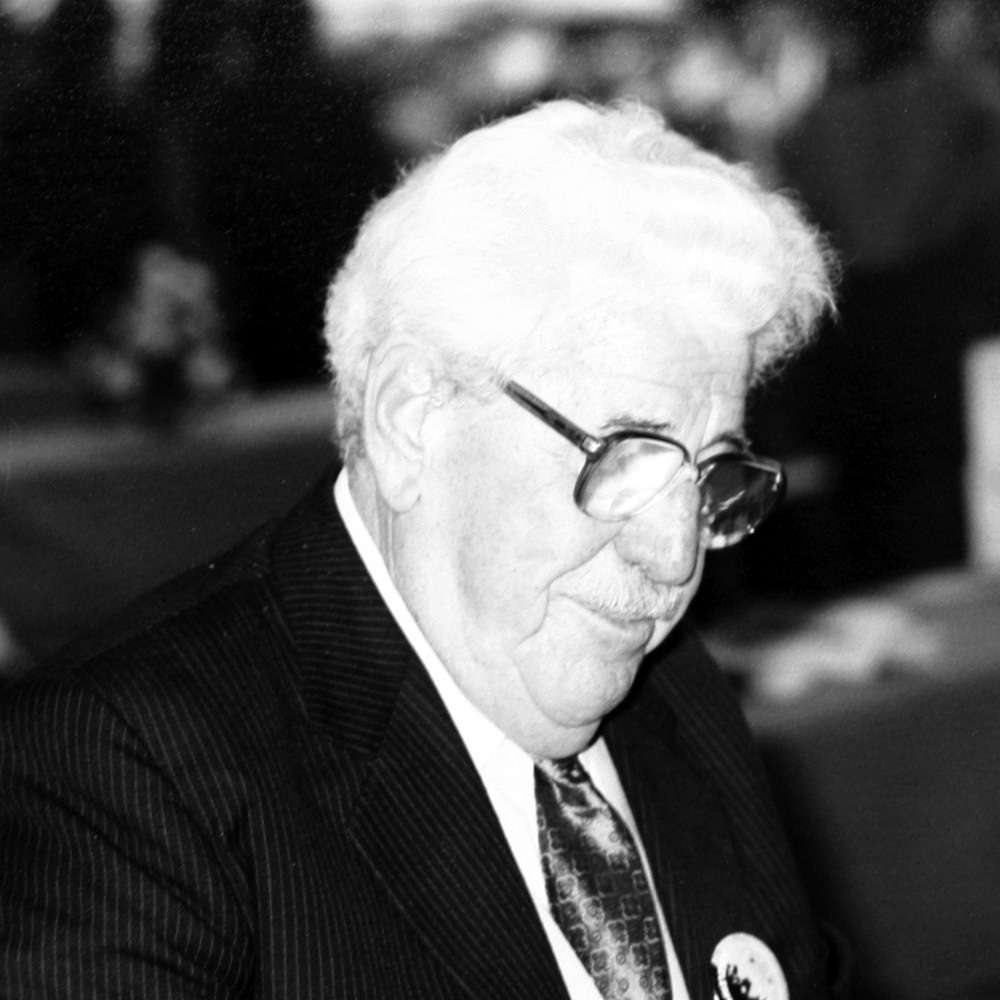
Willy Millowitsch (1987)

- 08. Januar: Willy Millowitsch, deutscher Schauspieler († 1999)
- 14. Januar: Joseph Losey, US-amerikanischer Regisseur († 1984)
- 17. Januar: Freddie Frinton, britischer Komiker († 1968)
- 22. Januar: Ann Sothern, US-amerikanische Schauspielerin († 2001)
- 29. Januar: Alan Marshal, australischer Schauspieler († 1961)

- 02. Februar: Frank Albertson, US-amerikanischer Schauspieler († 1964)
- 03. Februar: André Cayatte, französischer Regisseur und Drehbuchautor († 1989)
- 04. Februar: Robert Coote, britischer Schauspieler († 1982)
- 04. Februar: Karl Schönböck, österreichischer Schauspieler († 2001)
- 09. Februar: Heather Angel, britische Schauspielerin († 1986)
- 10. Februar: Henri Alekan, französischer Kameramann († 2001)
- 11. Februar: Joseph L. Mankiewicz, US-amerikanischer Regisseur, Drehbuchautor und Produzent († 1993)
- 16. Februar: Hugh Beaumont, US-amerikanischer Schauspieler († 1982)
- 16. Februar: Jeffrey Lynn, US-amerikanischer Schauspieler († 1995)
- 20. Februar: Heinz Erhardt, deutscher Schauspieler und Komiker († 1979)
- 22. Februar: Angelo Francesco Lavagnino, italienischer Komponist. († 1987)
- 24. Februar: Milton Frome, US-amerikanischer Schauspieler († 1989)
- 28. Februar: Olan Soulé, US-amerikanischer Schauspieler und Synchronsprecher. († 1994)

- 01. März: Lois Moran, US-amerikanische Schauspielerin († 1990)
- 02. März: Dante Maggio, italienischer Schauspieler († 1992)
- 03. März: Arturo Gemmiti, italienischer Dokumentarfilmregisseur († 1991)
- 07. März: Phillip Terry, US-amerikanischer Schauspieler († 1993)
- 25. März: Franz Kutschera, österreichischer Schauspieler und Regisseur († 1991)

### April bis Juni

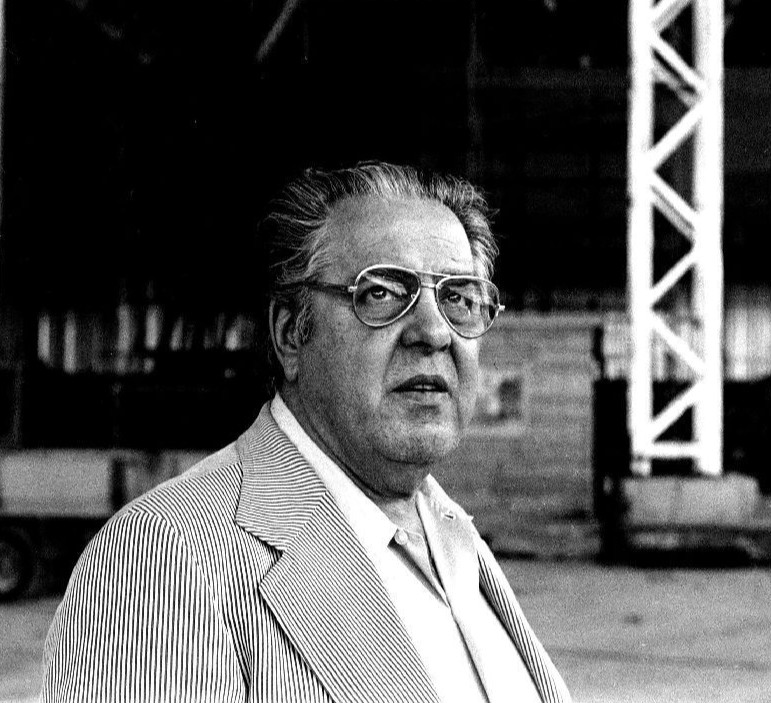
Albert „Cubby“ Broccoli (* 5. April)

- 05. April: Albert R. Broccoli, US-amerikanischer Produzent († 1996)
- 09. April: Robert Helpmann, australischer Bühnen- und Charakter-Schauspieler († 1986)
- 16. April: Roy Ashton, britischer Maskenbildner († 1995)
- 24. April: Bernhard Grzimek, deutscher Zoologe und Tierfilmer († 1987)
- 24. April: Werner Jacobs, deutscher Regisseur († 1999)

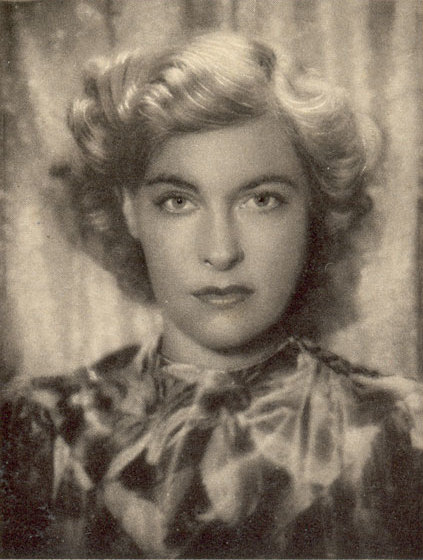
Marianne Hoppe (* 26. April)

- 26. April: Marianne Hoppe, deutsche Schauspielerin († 2002)
- 29. April: Tom Ewell, US-amerikanischer Schauspieler († 1994)
- 30. April: René Deltgen, luxemburgischer Schauspieler († 1979)

- 04. Mai: Howard Da Silva, US-amerikanischer Schauspieler († 1986)
- 08. Mai: Paul May, deutscher Regisseur († 1976)
- 15. Mai: James Mason, britischer Schauspieler († 1984)
- 16. Mai: Margaret Sullavan, US-amerikanische Schauspielerin († 1960)
- 17. Mai: Yokoyama Ryūichi, japanischer Mangaka und Zeichentrickregisseur († 2001)
- 17. Mai: Magda Schneider, deutsche Schauspielerin († 1996)
- 28. Mai: Franz Stoß, österreichischer Schauspieler († 1995)
- 30. Mai: Gustav Kampendonk, deutscher Drehbuchautor († 1966)

- 05. Juni: Henry Levin, US-amerikanischer Regisseur († 1980)
- 07. Juni: Jessica Tandy, britische Schauspielerin († 1994)

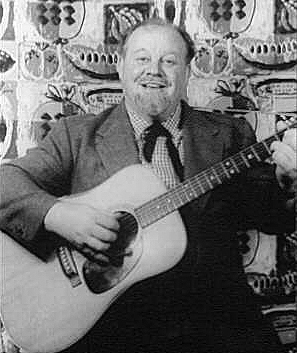
Burl Ives (* 14. Juni)

- 14. Juni: Burl Ives, US-amerikanischer Schauspieler († 1995)
- 16. Juni: Sidney Salkow, US-amerikanischer Regisseur, Produzent und Drehbuchautor († 2000)

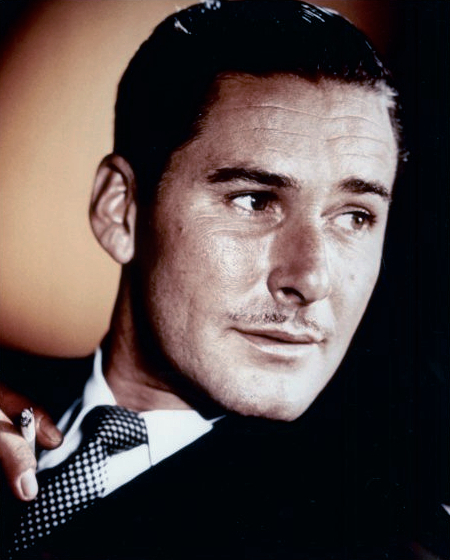
Errol Flynn (* 20. Juni)

- 20. Juni: Errol Flynn, australischer Schauspieler († 1959)
- 26. Juni: Wolfgang Reitherman, US-amerikanischer Trickfilmzeichner († 1985)

### Juli bis September
- 01. Juli: Madge Evans, US-amerikanische Schauspielerin († 1981)
- 04. Juli: Robert Burks, US-amerikanischer Kameramann († 1968)
- 04. Juli: Ludwig Cremer, deutscher Schauspieler und Regisseur († 1982)
- 11. Juli: Irene Hervey, US-amerikanische Schauspielerin († 1998)
- 20. Juli: Mireille Balin, französische Schauspielerin († 1968)
- 24. Juli: Sydney Bromley, britischer Schauspieler († 1987)
- 25. Juli: Arnaldo Genoino, italienischer Regisseur († 1982)
- 26. Juli: Vivian Vance, US-amerikanische Schauspielerin († 1979)

- 10. August: Brian Easdale, britischer Komponist und Dirigent († 1995)
- 13. August: John Beal, US-amerikanischer Schauspieler († 1997)
- 20. August: André Morell, britischer Schauspieler († 1978)
- 22. August: Julius J. Epstein, US-amerikanischer Drehbuchautor († 2000)
- 25. August: Michael Rennie, britischer Schauspieler († 1971)
- 26. August: Jim Davis, US-amerikanischer Schauspieler († 1981)
- 28. August: Lamberto Maggiorani, italienischer Schauspieler († 1983)

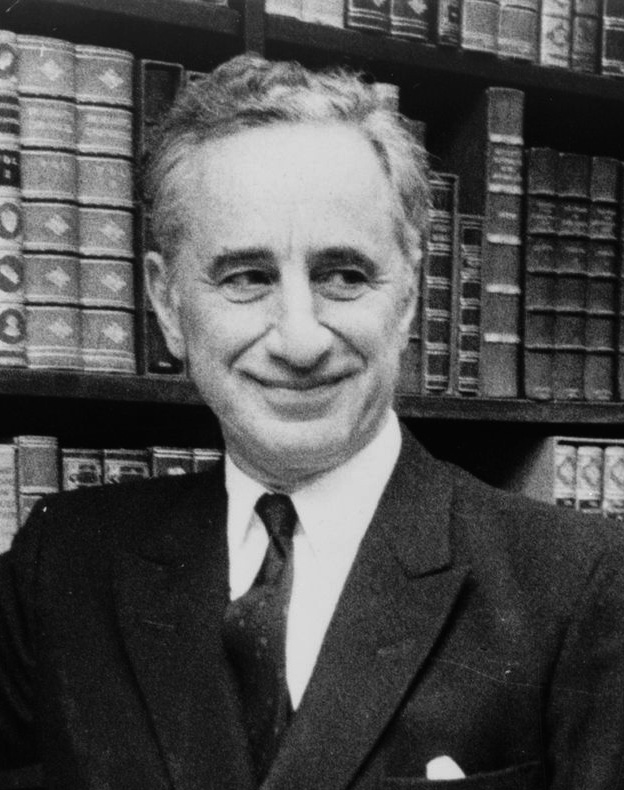
Elia Kazan (* 7. September)

- 07. September: Elia Kazan, US-amerikanischer Regisseur († 2003)

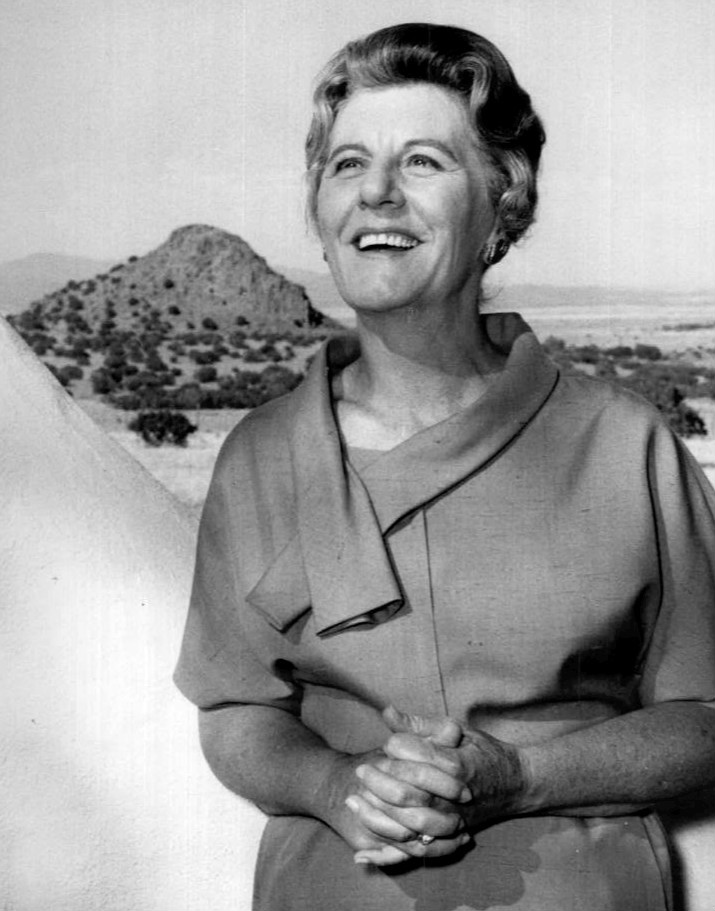
Anne Seymour (* 11. September)

- 11. September: Anne Seymour, US-amerikanische Schauspielerin († 1988)
- 13. September: Leith Stevens, US-amerikanischer Filmkomponist († 1970)
- 29. September: Sashadhar Mukerji, indischer Filmproduzent († 1990)
- 29. September: Albin Skoda, österreichischer Schauspieler († 1961)

### Oktober bis Dezember
- 01. Oktober: Everett Sloane, US-amerikanischer Schauspieler († 1965)
- 02. Oktober: David Hempstead, US-amerikanischer Filmproduzent und Drehbuchautor († 1983)
- 09. Oktober: Lilja Kedrowa, russische Schauspielerin († 2000)
- 10. Oktober: Robert F. Boyle, US-amerikanischer Szenenbildner († 2010)
- 15. Oktober: Werner Lieven, deutscher Schauspieler und Synchronsprecher († 1968)
- 19. Oktober: Robert Beatty, kanadischer Schauspieler († 1992)
- 20. Oktober: Carla Laemmle, US-amerikanische Schauspielerin († 2014)
- 25. Oktober: Whit Bissell, US-amerikanischer Schauspieler († 1996)

- 05. November: Lien Deyers, holländisch-deutsch-US-amerikanische Schauspielerin († unbekannt)
- 07. November: Norman Krasna, US-amerikanischer Drehbuchautor († 1984)
- 11. November: Robert Ryan, US-amerikanischer Schauspieler († 1973)
- 13. November: Gunnar Björnstrand, schwedischer Schauspieler († 1986)
- 22. November: Hans Holt, österreichischer Schauspieler († 1992)
- 24. November: Jerzy Toeplitz, polnischer Filmhistoriker († 1995)
- 26. November: Frances Dee, US-amerikanische Schauspielerin († 2004)
- 27. November: James Agee, US-amerikanischer Drehbuchautor und Filmkritiker († 1955)

- 09. Dezember: Douglas Fairbanks jr., US-amerikanischer Schauspieler († 2000)
- 12. Dezember: Karen Morley, US-amerikanische Schauspielerin († 2003)
- 15. Dezember: Jack Gwillim, britischer Schauspieler († 2001)
- 18. Dezember: Pola Illéry, rumänisch-französische Schauspielerin († 1993)
- 22. Dezember: Patricia Hayes, britische Schauspielerin († 1998)
- 23. Dezember: Maurice Denham, britischer Schauspieler († 2002)

## Gestorben
- 27. Januar: Benoît Constant Coquelin, französischer Schauspieler (* 1841)